# Андріївський кафедральний собор (Сілвер-Спринг)
Андріївський кафедральний собор Українська православної церкви США на 15100 Нью-Гемпшир авеню у Сілвер-Спрінг, штат Мериленд. Він є кафедрою єпархіального єпископа митрополита Антонія архієпископа Нью-Йоркського й Вашингтонського, що мешкає у Митрополичому центрі у Саут-Баунд-Брук у Нью-Джерсі.

## Історія
Андріївський прихід в Вашингтоні окрузі Колумбія було засновано 1949 року 65-ма сім'ями біженців з комуністичної України. Громада спочатку збиралася в орендованих будівлях поки не придбала та відремонтувала будівлю на 16-й вулиці у Вашингтоні. 
1986 року громада придбала у власність ділянку у 3,2 га у Сілвер-Спринзі у Мериленді. За проектом М. Німцева у 1987 році було зведено собор у козацькому бароко.
Будівлю церкви було освячено 24 квітня 1988 року. 
Прикрасою храму є мозаїка покровителя Андрія Первозваного на фасаді над входом з вулиці, п'ять позолочених цибулеподібних бань та вікна.